# Fytogeografické členění Evropy

Barevná mapa evropských bioregionů (pontický a panonský znázorněny odděleně) (anglicky)

Fytogeografické členění Evropy je rozdělení evropských květenných oblastí dle jejich typických prvků na základě podnebí, teploty, vlhkosti, rozložení srážek, zeměpisné šířky a kontinentality, přičemž nejdůležitější jsou zde dva ekologické gradienty: směrem od severu na jih roste průměrná teplota a délka vegetačního období, směrem od západu na východ roste kontinentalita, tedy teplotní rozdíly mezi zimou a létem. Lze rozlišit několik hlavních oblastí, jimž odpovídají typické elementy flóry (soubory rostlinných druhů s podobným areálem rozšíření) a vegetační typy.

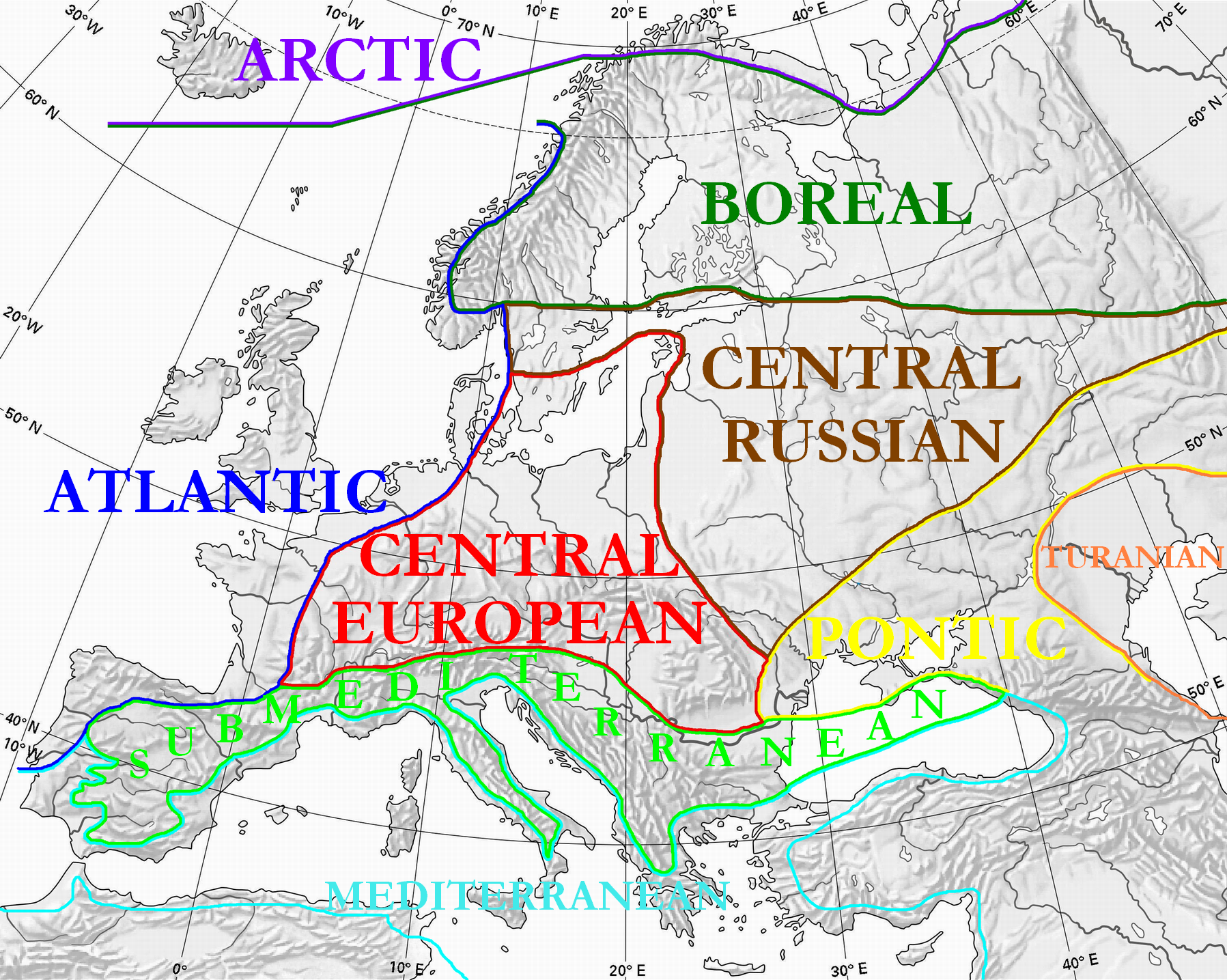
Trochu odlišné pojetí (anglicky)

## Fytogeografické oblasti
- Mediteránní – zahrnuje zhruba oblast Středomoří a jeho nejbližšího okolí
- Atlantická – Zaujímá úzký pruh pobřeží Atlantiku od severního Portugalska po Jutský poloostrov a Britské souostroví, též pobřeží Skandinávie
- Středoevropská – většina centrálních oblastí kontinentu po střední Rusko
- Ponticko-jihosibiřská – jižní Ukrajina a jihozápad evropského Ruska, Valašská a Panonská nížina
- Arktická – pouze nejsevernější oblasti Skandinávie a její pohoří
- Boreální – Skandinávský poloostrov, severní Skotsko, severovýchod evropského Ruska

## Elementy evropské květeny
- Mediteránní (středomořský) – rostliny přizpůsobené typickému klimatu s horkými suchými léty a mírnými deštivými zimami s prakticky úplnou absencí mrazů. Charakteristickou vegetací jsou tvrdolisté doubravy a sekundární křoviny (makchie, garrigue). V ČR středomořské rostliny obvykle nedokážou přežít zimu, proto se zde přirozeně nevyskytují, pouze některé jsou ve vhodných podmínkách pěstovány. Příklady: oleandr obecný, dub cesmínovitý, borovice pinie, olivovník evropský, cist krétský, žumara nízká.
- Submediteránní – přechodná oblast na sever od Středomoří a na Balkáně, rostou zde rostliny přizpůsobené již mírnějším zimním mrazům. Tento vliv zasahuje i do nejteplejších oblastí ČR. Typickým vegetačním prvkem jsou zde teplomilné doubravy na výslunných svazích pahorkatin nebo typické křoviny – šibljaky. Příklady: dub pýřitý, jeřáb břek, dřišťál obecný, ptačí zob obecný, kamejka modronachová, medovník obecný.
- Atlantický – těžiště má v oblasti, jež je charakteristická silně oceanickým klimatem, mírnými, téměř bezmrazými deštivými zimami, chladnými vlhkými léty a rovnoměrným rozložením srážek v průběhu roku. V ČR se druhy atlantického floroelementu vyskytují jen velmi vzácně. Příklady: blánatec kentský, vřesovec čtyřřadý, druhy západoevropských vřesovišť
- Subatlantický – přechodný pás směrem k východu, rostliny zde jsou přizpůsobeny mírně rostoucí kontinentalitě, chladnějším zimám a sušším létům; vyznívá zhruba v západní polovině ČR. Příklady: třezalka položená, mokrýš vstřícnolistý, náprstník červený, rozrazil horský, vřes obecný.
- Středoevropský – přechodná oblast mezi Evropou oceanickou a kontinentální, náleží sem většina území ČR. Příklady: buk lesní, líska obecná, jedle bělokorá, ptačinec velkokvětý.
- Subkontinentální (sarmatský) – rostliny temperátních opadavých lesů Evropy dále na východě, kde již narůstá kontinentalita prostředí
- Pontický, resp. ponticko-panonský – vázán na silně kontinentální klima, ve kterém podmínky již nedovolují souvislý růst lesa, tedy na zónu stepí. Těžištěm oblasti jsou stepi jižní Ukrajiny a Ruska, přes Maďarsko zasahuje její vliv až do střední Evropy (Dolní Rakousko, jižní Morava). Typickým vegetačním prvkem jsou úzkolisté stepní trávníky. Příklady: kosatec nízký, pryskyřník illyrský, hlaváček jarní, katrán tatarský, kavyl Ivanův. Dále na sever a západ zasahuje příbuzný geoelement subpontický.
- Jihosibiřský – souvisí s předcházejícím, ale jeho těžiště leží o něco severněji a zasahuje dále na východ, až za Ural do oblasti Altaje. Zahrnuje hlavně druhy lesostepí a širokolistých suchých trávníků, ale též lesostepních teplomilných doubrav a dubohabřin. Příklady: tužebník obecný, válečka prapořitá, lilie zlatohlavá.
- Orientálně-turanský – jeho těžištěm jsou silně kontinentální stepi a polopouště od Anatolie po Střední Asii, často se zasolenými půdami. V ČR se vyskytuje jen vzácně několik halofilních rostlin, více jich roste již na Slovensku a v Maďarsku, především rostliny z čeledi laskavcovitých a různé pelyňky
- Boreální – jedná se o rostliny s centrem rozšíření v biomu tajgy. V české přírodě k boreálnímu floroelementu patří například druhy horských jehličnatých lesů a rašelinišť. Příklady: brusnice borůvka, rojovník bahenní, suchopýr úzkolistý, sedmikvítek evropský.
- Subboreální – navazuje na předchozí, rozšířen více na jih. Příklady: borovice lesní, krušina olšová, hruštička okrouhlolistá, tužebník jilmový.
- Arktický – rostliny tundry, snášející dlouhou mrazivou zimu a velmi krátké vegetační období; často mají cirkumpolární (obtočnové) rozšíření. Mimo tundrové oblsti se vyskytují pouze ve vysokých horách jako glaciální relikty. Příklady: vrba bylinná, lomikámen sněžný, sítina trojklaná, ostřice tmavá.
- Subarktický – oproti předchozímu zasahuje jižněji až do oblasti lesotundry. Příklady: vrba borůvkovitá, bříza zakrslá, vraneček brvitý, ostružiník moruška.
- Arkticko-alpidský – druhy původně arktické, které se po skončení doby ledové zachovaly v alpínském stupni vysokých hor jako glaciální relikty; dle jejich geografického rozložení je lze dále dělit na středoevropsko-alpínské, alpsko-karpatské či pouze alpské atd.